# Хобица-Градиште (Хунедоара)
Хобица-Градиште (рум. Hobița-Grădiște) насеље је у Румунији у округу Хунедоара у општини Сармизеђетуса. Oпштина се налази на надморској висини од 599 m.

## Становништво
Према подацима из 2002. године у насељу је живело 146 становника, од којих су сви румунске националности.